# Manuel Antonio Tocornal
Manuel Antonio Tocornal Grez (Santiago, 12 de junio de 1817-ibídem, 15 de agosto de 1867) fue un abogado, historiador y político chileno.
Fue un prestigioso profesional y ocupó importantes cargos. Destacado parlamentario, fue el primer político que se preocupó de fiscalizar las acciones de los ministros. Fue ministro de Justicia, Culto e Instrucción Pública (1849), y de Interior y Relaciones Exteriores (1862). En 1857 participó en la fundación del Partido Conservador.
En 1866 fue designado rector de la Universidad de Chile y en 1867 presidente del Senado, falleciendo mientras ejercía ambos cargos.

## Biografía
Hijo de Joaquín Tocornal Jiménez y de su primera esposa, Micaela Grez e Ipinza.
Inició sus estudios a los 7 años con clases particulares de latín en su casa, las que continuó paralelamente a las del colegio, con maestros como Andrés Bello. Fue alumno en la Recoleta Dominica; el Liceo de Santiago, entre 1827 y 1831; y el Seminario Conciliar anexo al Instituto Nacional, donde se recibió de bachiller en leyes en 1837. Después de dos años de práctica en el estudio de Manuel Montt, el 10 de octubre de 1839 se tituló de abogado.
Se casó el 28 de marzo de 1844 con su prima hermana de 20 años, Mercedes Ignacia Tocornal Velasco, con quien tuvo cuatro hijos.

## Abogado
José Antonio Rodríguez Aldea incorporó a Tocornal a su estudio profesional para que lo ayudara en los numerosos alegatos verbales que él no podía atender. Al fallecer Rodríguez en 1841 y hasta febrero de 1844, Tocornal se hizo cargo de las causas más importantes.
Por su prestigio como abogado fue nombrado en 1843 miembro de la Facultad de Leyes de la Universidad de Chile. Su ámbito de especialidad legal iba desde las casos mineros hasta las causas civiles, siendo uno de los miembros de la comisión revisora del Código Civil que redactó Andrés Bello.

## Vida pública y fortuna
En 1846, Tocornal fue elegido diputado por Rancagua, integrándose a la comisión de Legislación y Justicia. Su fortuna personal aumentó en 1848 cuando Blas Ossa, su cliente en un pleito de minas, le pagó sus honorarios con 4 y media barras de plata. Además recibió rentas de las minas Dolores 1.ª y 2.ª de Chañarcillo, que administraba su hermano Joaquín, con las cuales mandó a edificar una mansión en la calle Bandera en Santiago y una propiedad rural conocida como Fundo Mariscal. Con el tiempo fundó la Viña El Mariscal, que más tarde sería popularmente conocida por el apellido de la familia, Viña Tocornal. Era una de las viñas más cercanas a Santiago y de las más grandes de la época, con cerca de cien mil plantas. Actualmente forma parte de parte de la Viña Concha y Toro.
Fue elegido en 1849 diputado por Valparaíso a pesar de la oposición del ministro del Interior Manuel Camilo Vial. Junto a Domingo Faustino Sarmiento, fundó el periódico La Tribuna en mayo de ese año, dirigiendo sus ataques a este ministro.

## Colaborador de Manuel Bulnes
El presidente Manuel Bulnes decidió prescindir de Vial en su gobierno y nombrar un gabinete que conciliara a sus partidarios. Es así como llamó a Tocornal en junio de 1849 a desempeñar el cargo ministro de Justicia, Culto e Instrucción Pública. Su labor duró 8 meses, tras los que renunció debido a diferencias con Bulnes sobre el candidato presidencial que debía sucederlo.
Durante el levantamiento militar en Concepción de septiembre de 1851, fue designado auditor de guerra de las fuerzas del gobierno al mando de Manuel Bulnes. En 1852, salió elegido diputado por Santiago y La Serena, pero se decidió por esta última representación. En 1855, fue reelegido por La Serena, pero escogió representar a Victoria.

## Funda el Partido Conservador y apoya a Montt
En abril de 1856, Manuel Tocornal participó como abogado del arzobispo ante la Corte Suprema en la llamada cuestión del sacristán. Esta defensa lo hizo compartir con el arzobispo Valdivieso un proyecto político en que pudieran unir a los antiguos pelucones con un compromiso de defensa de los principios religiosos católicos. Este ideal se materializó al fundar juntos en 1857 el Partido Conservador, del cual fue líder junto a Antonio García Reyes.
Tocornal apoyó la candidatura y el gobierno de Manuel Montt con la idea de una administración fuerte, pero que lentamente iría flexibilizándose. Los constantes estados de sitio y las facultades extraordinarias que el presidente utilizaba, lo fueron convirtiendo en su opositor, desde una negativa a participar en su gobierno hasta contribuir en las gestiones de la revolución que estalló en 1859.

## Ministro en el Gobierno de Pérez
Tocornal se transformó en el líder de la compleja fusión entre liberales y conservadores que llevó a la presidencia a José Joaquín Pérez Mascayano. Este lo llamó en julio de 1862 a desempeñar la cartera de Interior y Relaciones Exteriores, donde tuvo como colega en Hacienda a su anterior adversario político José Victorino Lastarria. Al renunciar este, Tocornal lo reemplazó hasta que fue nombrado Domingo Santa María en enero de 1863.
Renunció a su cargo en mayo de 1864 debido a los ataques en su contra por parte de la prensa, que estimó como débil y poco solidaria con Perú una circular firmada por él, frente a la acción naval de la Escuadra española que ocupó las islas Chincha en abril de 1863.

## Últimos años
En 1863 fue elegido diputado por La Laja y Chillán. Sus partidarios lo eligieron presidente de la Cámara de Diputados desde ese año hasta 1866. Tras fallecer Andrés Bello en 1865, fue designado rector de la Universidad de Chile en julio del año siguiente.
A pesar de una constante enfermedad al hígado y molestias estomacales, siguió sirviendo al gobierno. Presumiendo muy cercano el día de su muerte, dictó su testamento y preparó a su familia. Falleció el 15 de agosto de 1867.